# Borgeby, Bjärred
Borgeby är ett villaområde i tätorten Bjärred inom Borgeby socken. 

## Borgeby tätort
1965 avgränsade SCB en tätort med 223 invånare i området. 1970 kvalificerade sig orten inte längre som egen tätort. Åtminstone sedan 1990 är Borgeby sammanvuxen med Bjärreds tätort genom bebyggelsen på Löddesnäsvägen.